# باشگاه فوتبال نوآ
باشگاه فوتبال نوآ (ارمنی: Ֆուտբոլային Ակումբ Նոա)  یک باشگاه فوتبال در شهر ایروان ارمنستان است، این باشگاه در لیگ برتر فوتبال ارمنستان بازی می‌کند. این باشگاه در سال ۲۰۱۷ تأسیس شده‌است.